# Claudio Kohler
Claudio Kohler (Ezeiza, Buenos Aires, Argentina; 1 de enero de 1982) es un piloto argentino de automovilismo. Comenzó a competir desde muy joven, y obtuvo reconocimiento a nivel nacional al consagrarse campeón de la Clase 2 del Turismo Internacional, con lo que ascendió a la Clase Mayor. Un subcampeonato en el año 2000 le permitió ascender a la categoría Top Race Pista, donde a bordo de un BMW Serie 3 se proclamó campeón en el año 2005. 
Tuvo participaciones en las categorías TC Mouras, Top Race V6 y TC Pista. Debutó en el TC Mouras en el año 2009, donde cosecharía dos triunfos. Esos antecedentes le permitirían ascender al año siguiente al TC Pista, donde compitió hasta el año 2011. Repartió sus participaciones entre un Dodge Cherokee y un Chevrolet Chevy. 
En 2012 ascendería al Turismo Carretera, donde cofundaría con Gustavo Lema el equipo "Las Toscas Racing", surgido como escisión del JP Racing. A pesar de ello decidiría retirarse en 2013 por razones económicas y volvió a las pistas en 2014 dentro del TC Mouras, donde compitió en dos carreras a bordo de una cupé Dodge Cherokee. En la actualidad, es el director deportivo del equipo Las Toscas Racing, que participa en las divisionales de la Asociación Corredores de Turismo Carretera.

## Carrera deportiva

### Karting
- 1991: Debut en Categoría 50 c.c Nacional (9 años)
- 1994: Subcampeón  Categoría 125 c.c Nacional
- 1995: Campeón Categoría 125c.c Nacional
- 1996: Subcampeón Panamericano Categoría I.C.C. Sudam Junior´s

### Automovilismo
- 1999: Campeón Nacional de Turismo Internacional clase 2 (Debut con 9 triunfos y 11 pole positions)
- 2000: Subcampeón Nacional de Turismo Internacional clase Super
- 2005: Top Race Pista. Último campeón de la divisional con BMW Serie 3
- 2006: Top Race V6 (seis competencies)
- 2006: Piloto del Porsche World Road Show en Argentina.
- 2007: TC 2000 200 km de Buenos Aires Equipo semioficial Honda
- 2008: TC 2000 200 km de Buenos Aires Equipo semioficial Honda
- 2009: TC Mouras, 2 triunfos en 6 competencias. Ford Falcon
- 2010: TC Pista, Equipo JP Racing. Dodge Cherokee
- 2011: TC Pista, Equipo JP Racing. Chevrolet Chevy
- 2012: TC, Equipo JP Las Toscas Racing. Dodge Cherokee
- 2014: TC Mouras, Equipo Las Toscas Racing. Dodge Cherokee

## Resultados

### Turismo Competición 2000
| Año  | Equipo                | Auto            | 1   | 2   | 3   | 4   | 5   | 6   | 7  | 8   | 9   | 10  | 11  | 12  | 13  | 14  | Res. | Puntos |
| ---- | --------------------- | --------------- | --- | --- | --- | --- | --- | --- | -- | --- | --- | --- | --- | --- | --- | --- | ---- | ------ |
| 2007 |                       |                 | CR  | GR  | BB  | SMM | SJU | SP  | AG | SFE | SRA | VIE | BA  | OBE | SL  | PDE | -    | -      |
| 2007 | Honda Racing Italcred | Honda Civic VII |     |     |     |     |     |     |    |     |     |     | 15  |     |     |     | -    | -      |
| 2008 |                       |                 | PAR | SAL | GR  | SFE | SJU | RES | AG | BA  | OBE | TRH | VIE | SMM | PDF | PDE | -    | 0      |
| 2008 | Fineschi Racing       | Honda Civic VII |     |     |     |     |     |     |    | Ex. |     |     |     |     |     |     | -    | 0      |
| 2009 |                       |                 | AG  | GR  | OBE | SMM | TRH | RES | BA | CEN | SFE | SFE | SJU | SJU | PDF |     | -    | -      |
| 2009 | JM Motorsport         | Volkswagen Bora |     |     |     |     |     |     |    |     |     |     |     |     | 7   |     | -    | -      |

## Palmarés
| Título  | Especialidad                  | Marca       | Año  |
| ------- | ----------------------------- | ----------- | ---- |
| Campeón | Turismo Internacional Clase 2 | SEAT Ibiza  | 1999 |
| Campeón | Top Race Original             | BMW Serie 3 | 2005 |